# (2843) Yeti
(2843) Yeti es un asteroide perteneciente al cinturón de asteroides, descubierto el 7 de diciembre de 1975 por Paul Wild desde el Observatorio de Berna-Zimmerwald, Berna, Suiza.

## Designación y nombre
Designado provisionalmente como 1975 XQ. Fue nombrado Yeti en homenaje al Yeti ser mitológico.